# Luc'Andrea Corner

Stemma araldico della famiglia Corner.

Luc'Andrea Corner (22 marzo 1759 – 1834) è stato un nobile, poeta e militare italiano, cittadino della Repubblica di Venezia e, successivamente, dell'Impero austriaco.

## Biografia

### Premessa
Le notizie su di lui sono scarse e frammentarie. Esistono diverse fonti che parlano di uomini che rispondono a tale nome, vissuti a cavallo tra il Settecento e l'Ottocento, ma nessuna certezza che si tratti della stessa persona. Tuttavia, nella sua opera lo storico Girolamo Dandolo sembra suggerire ciò.

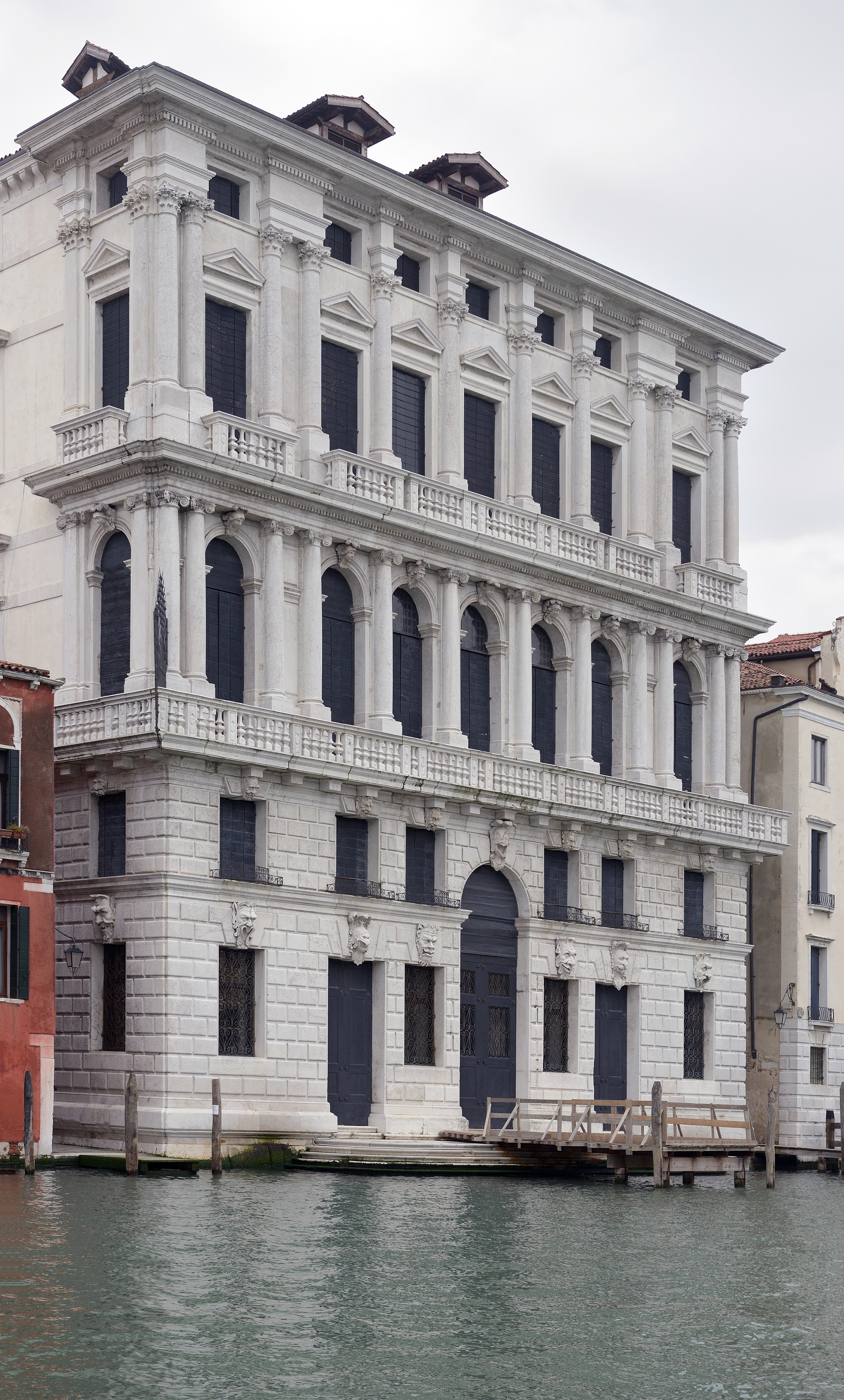
Ca' Corner della Regina in riva al Canal Grande, uno dei palazzi più prestigiosi della famiglia Corner.

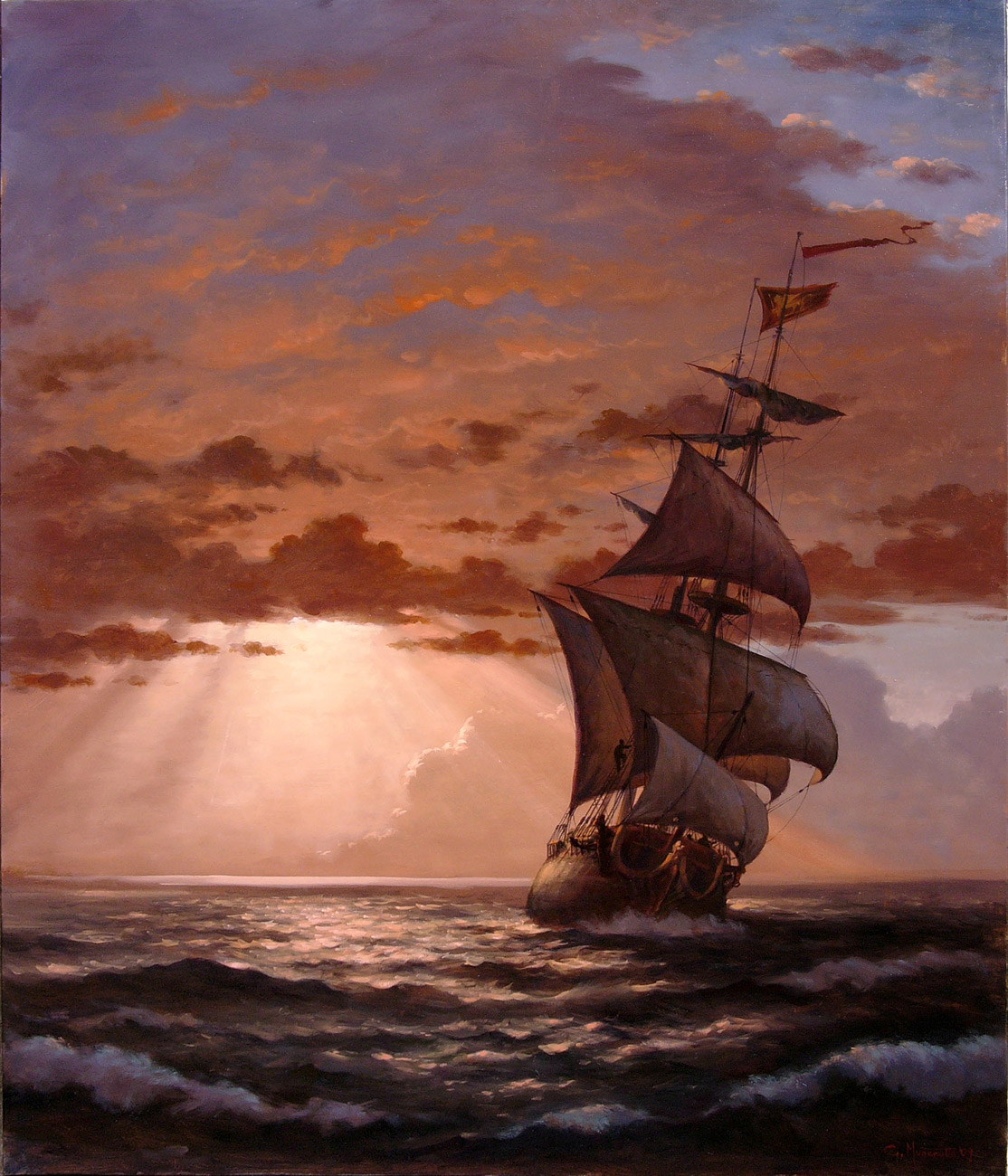
Ritorno dal Levante, di Gianfranco Munerotto, olio su tela, cm 80 x 60, Venezia. Dipinto raffigurante una fregata leggera veneziana simile alla Pallade.

### Nascita
Luc'Andrea Corner nasce il 22 marzo 1759, figlio dei patrizi veneziani Pietro Maria Corner e Anna Ilaria Minio. Il luogo di nascita non è conosciuto, la sua famiglia era annoverata tra le cosiddette Case vecchie e una delle più ricche e influenti di Venezia. Benché non si conosca con esattezza il ramo di appartenenza di Luc'Andrea, questo potrebbe venire identificato come quello di San Cassiano.
Ricevette la sua educazione presso l'Accademia dei Nobili alla Giudecca in Venezia e fu prima nobile e poi sopracomito di galea, rispettivamente cadetto ufficiale e comandante di galea.

### Conte a Zara
La città di Zara fu parte dei domini veneziani dall'anno 1000 all'anno 1797, con una breve parentesi ungherese nel Trecento. Già dall'XI secolo era governata da un patrizio veneziano con il titolo di Conte a Zara il quale, assieme al Capitano e al Camerlengo, amministrava uno dei possedimenti chiave dell'Adriatico.
Succeduto a Giovanni Maria Soranzo, l'incarico venne conferito a Luc'Andrea Corner l'11 dicembre 1788 per la durata di due anni. 
Al termine del mandato nel 1790, i Nobili del Consiglio di Zara gli conferirono una medaglia in ricordo della sua amministrazione, oggi conservata al Museo Correr.

### Governator di Nave
Luc'Andrea Corner divenne Governator di Nave in un momento precedente al 1796, anno in cui la Serenissima iniziò ad approntare le difese della laguna veneta minacciata dalle truppe di Bonaparte. Nell'estate di quell'anno, Corner era governatore di una fregata veneziana parte della flottiglia incaricata di presidiare la laguna. In autunno, le truppe francesi rubarono tutta la biancheria dalla sua casa di Castelfranco Veneto.
Sempre nel 1796 scoppiò la guerra tra Venezia e il Beycato di Algeri, guerra che però non fu mai combattuta. Il Bey di Algeri aveva intimato al console veneziano di consegnare in quaranta giorni la somma che Venezia aveva pattuito di pagare per proteggere il proprio traffico mercantile dai pirati algerini, pena l'inasprimento delle ostilità. Al comando di una nave veneziana, Luc'Andrea Corner venne inviato per consegnare il tributo, il quale però non fu ritenuto adeguato dal Bey e non portò alla cessazione degli atti di pirateria sulle navi venete.
All'inizio del 1797, Luc'Andrea Corner comandava una nave parte della squadriglia dell'almirante Leonardo Correr, il quale comandava il vascello Eolo che imbarcava anche Giacomo Nani. A metà febbraio, una squadra francese composta da una fregata, un brick e un cutter, andò a Rovigno e Parenzo dove intimò ai podestà di consegnare un pilota esperto delle coste romagnole, in quanto avevano necessità di dirigersi verso Goro vicino Comacchio. Saputo della richiesta, il Collegio dei Savi mandò immediatamente comunicazione di non soddisfare in nessun modo le richieste dei francesi, al fine di mantenere inalterata la politica di neutralità che la Serenissima aveva praticato in quei tempi di guerra. Ciononostante, Tommaso Correr e Luc'Andrea Corner vennero mandati in Adriatico con il compito di sorvegliare attentamente le mosse dei francesi i quali, anche senza il pilota esperto, raggiunsero Goro, per poi risalire verso l'Istria, a Cittanova, dove in marzo attaccarono un convoglio di navi austriache. Le navi venete, dal canto loro, non intervennero, nonostante le cannonate furono così tante che sfondarono perfino le mura portuali della città istriana.
Alla caduta della Repubblica di Venezia il 12 maggio 1797, Luc'Andrea Corner era comandante della fregata Pallade. La nave si trovava in navigazione quando ebbe notizia della fine della Repubblica. Invece che rientrare alla base della flotta veneziana a Corfù, il che avrebbe significato cedere la fregata ai francesi di Napoleone, Corner riparò a Cagliari, dove venne ospitato con riguardo dal Viceré di Sardegna Filippo Vivalda.
Nell'estate di quell'anno, una piccola squadra veneta sostava nel porto di Cagliari al suo comando, probabilmente i resti delle pattuglie veneziane che proteggevano il traffico mercantile dalle incursioni dei pirati barbareschi nelle acque del Mediterraneo centrale. In questo periodo, Luc'Andrea Corner fu protagonista di un episodio increscioso di natura giudiziaria. Un capitano veneziano, Simone Garò, accusò alcuni suoi marinai di volersi ammutinare, ammazzarlo, impossessarsi della nave al suo comando e fuggire in Levante, forse approfittando del caos successivo alla caduta della Repubblica. Corner fece quindi arrestare il supposto capo dell'ammutinamento, il quale venne incatenato a bordo della Pallade, mentre gli altri vennero incarcerati nelle prigioni delle mura del porto.
Successivamente, nel novembre del 1797, arrivò a Cagliari un messo da Venezia, tale «Signor Bronza». A colloquio con il Viceré, comunicò di avere ordini dal governo provvisorio veneziano di sollevare Luc'Andrea Corner dal comando della Pallade e ricondurre la fregata a Venezia. Corner, dal canto suo, era già a conoscenza di queste disposizioni. Congedato l'equipaggio, per non lasciarla nelle mani del governo provvisorio controllato dai francesi, auto-affondò la Pallade nel porto di Cagliari. Il relitto fu recuperato alla fine dell'anno 1800, demolito, e i cannoni vennero rispediti a Venezia due anni dopo.
Successivamente al trattato di Campoformio (17 ottobre 1797) e all'entrata degli austriaci a Venezia (18 gennaio 1798), Luc'Andrea Corner tornò in patria, dove servì come Capitano di fregata nella Marina asburgica durante le guerre napoleoniche.

### Attività poetica

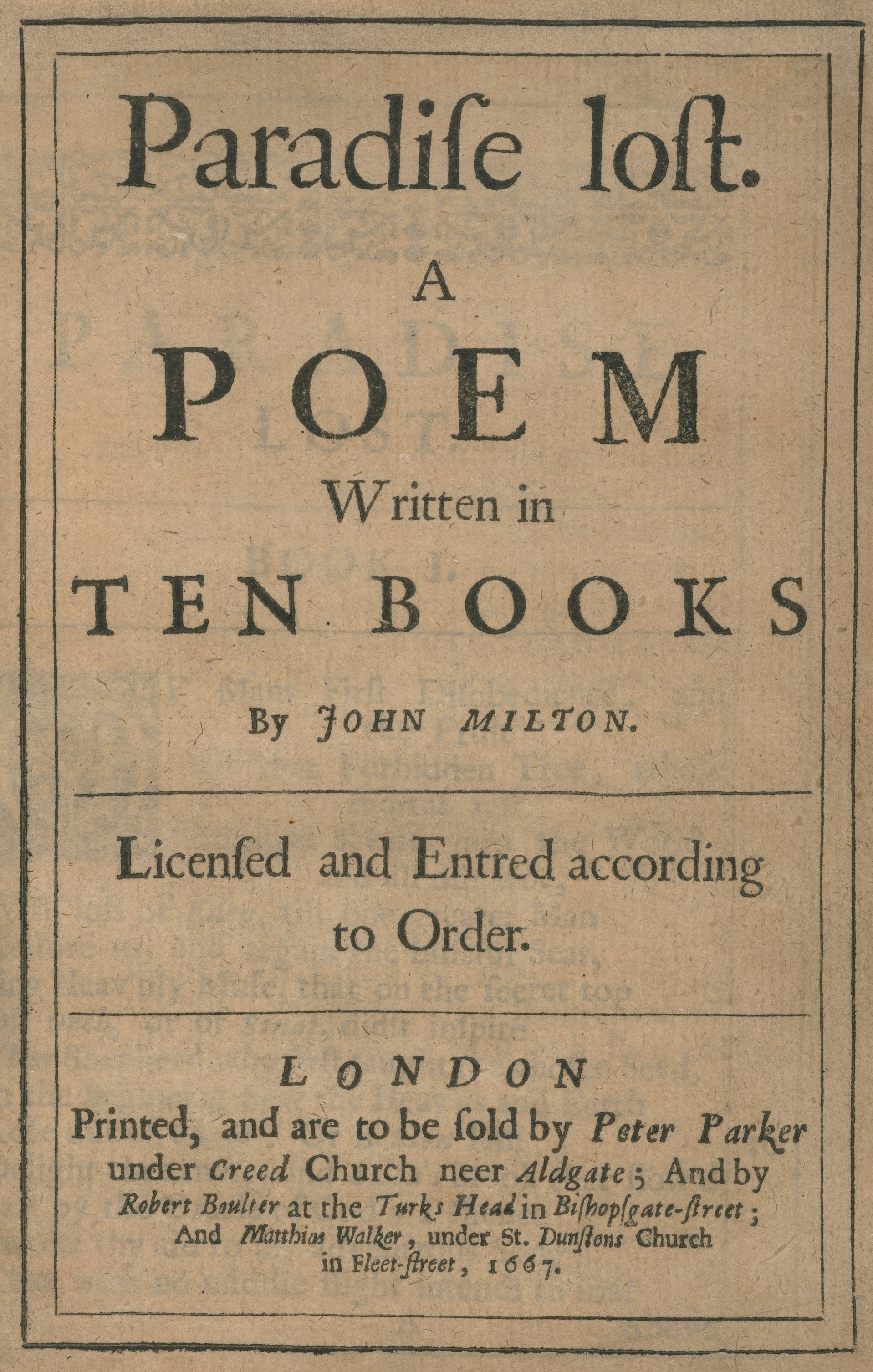
Frontespizio della prima edizione inglese del Paradise Lost, 1667.

Luc'Andrea Corner si dilettava con la scrittura di poesie, che era solito leggere agli amici. Non vennero pubblicate né se ne conosce il destino. Tradusse in dialetto veneziano le Satire di Nicolas Boileau (1636-1711).
Nel 1803, diede alle stampe una libera traduzione del Paradise Lost del poeta inglese John Milton pubblicata per la prima volta nel 1667. Nella dedica iniziale al Principe di Piemonte Carlo Felice di Savoia - che peraltro risale al novembre del 1800 - Corner scrive di aver tradotto l'opera inglese nel corso degli anni passati:
rivelando, in un passo successivo, come - forse - avesse già iniziato a tradurre l'opera mentre era a bordo della Pallade:
Inoltre, in tale dedica, Corner ci rivela i suoi sentimenti più intimi provati nei tempi immediatamente successivi alla caduta della Repubblica di Venezia:
La sua traduzione del Paradise Lost è una delle prime in lingua italiana. Non ha goduto di grande fama e successo, è anzi stata oggetto di critiche, per via della scelta di Corner di cambiare alcune parti da lui ritenute poco confacenti alla tradizione cattolica, dato che Milton era protestante.

### Ultimi anni
Nel 1817, una «Sovrana conferma» consentì a Luc'Andrea Corner di mantenere la sua dignità nobiliare anche sotto al Regno Lombardo-Veneto.
Morì nel 1834, presumibilmente a Venezia.

### Esplicative
1. ↑  Il ritratto potrebbe rappresentare Luc'Andrea Corner. Egli fu governator di nave negli ultimi anni della Repubblica di Venezia, nonché si auto-definisce «Capitanio di Fregata nella Reg. Marina Cesarea» nella sua opera Del Paradiso Perduto di Giovanni Milton, versione libera poetica dall'inglese del 1803. Il libro che tiene in mano potrebbe rimandare al fatto che s'interessò anche di letteratura.
2. ↑  Risulta Capitano di Fregata nel 1803, mentre nel 1817 risulta Ufficiale Superiore pensionato della Regia Marina Cesarea
3. ↑  È interessante, a tal proposito, una riflessione. Nella sua opera[6], Ricciotti Bratti afferma che durante le innumerevoli razzie delle truppe francesi in territorio veneto durante la campagna d'Italia (1796-1797), la casa di Luc'Andrea Corner a Castelfranco Veneto fu depredata. Tale "casa" potrebbe intendersi come villa Corner della Regina, il che fa supporre che Luc'Andrea appartenesse al ramo di San Cassiano, appunto, altrimenti noto come della Regina, poiché fu quello di appartenenza di Caterina Corner regina di Cipro.
4. ↑  Corrispondente all'incirca al moderno capitano di vascello, era l'ufficiale di grado più alto a bordo di un vascello veneziano al quale spettava il compito di rappresentare la Repubblica. Erano «tutori dei navigli, dell'ordine», e avevano il compito di «dirigere con autorità e di esercitare con potere assoluto la gestione dei navigli»[12]. Si poteva divenire governatori dopo almeno quattro anni trascorsi come cadetti ufficiali - nobili di nave nella terminologia veneziana.
5. ↑  Tale flottiglia era costituita da 36 obusiere - piccole barche dotate di un potente cannone a prua -, 10 lance cannoniere, 14 tra sciabecchi, brigantini e feluche, 4 galee e svariate galeotte tra cui L'Esploratore, nave parte della flotta di Angelo Emo mandata a combattere in Tunisia nel 1784[14].
6. ↑  In virtù dell' trattato del 20 luglio 1763 tra Algeri e il Consiglio dei Pregadi[18][19].
7. ↑  Il quale era Provveditore ai Lidi e alle Lagune, ossia il responsabile delle difese di Venezia. Sarebbe morto di lì a qualche mese[21].
8. ↑  10 lance cannoniere e diversi trabaccoli da trasporto diretti a Trieste.
9. ↑  Varata dall'Arsenale di Venezia il 3 maggio 1786 dal Proto dei marangoni Pietro Beltrame

### Fonti
1. ↑  Corner, Luc'Andrea. Del Paradiso Perduto di Giovanni Milton, versione libera poetica dall'inglese, A spese dell'autore, 1803.
2. ↑  Schröder, Francesco. Repertorio genealogico delle famiglie confermate nobili e dei titolati nobili esistenti nelle province venete, Alvisopoli, Venezia 1830.
3. 1 2 3  Ibidem
4. ↑  Girolamo Dandolo, La caduta della Repubblica di Venezia ed i suoi ultimi cinquant’ anni: studii storici, P. Naratovich, Venezia 1856, p. 96.
5. 1 2  Schröder, op. cit.
6. ↑  Bratti, p. 88.
7. ↑  Dandolo, op. cit., p.96.
8. ↑  Bianchi, Carlo Federico. Fasti di Zara: religioso – politico – civili dall'anno 1184 av. Cr. sino all'anno 1888 dell'era volgare. Tipografia di G. Woditzka, Zara 1888.
9. ↑  Archivio di Stato di Venezia, Segretario alle Voci, Maggior Consiglio, reg. 30, c. 249.
10. ↑  Majer, Giovannina. Le medaglie dei magistrati veneti nell'Istria e nella Dalmazia e Albania, estratto dall'archivio storico della Dalmazia, fasc. 45, Roma 1929, p. 17
11. ↑  Dandolo, 1856. Op. cit., p. 96.
12. ↑  Varagnolo, Carlo. Storia delle antiche magistrature ed istituzioni dello Stato della Repubblica Serenissima di Venezia, edizioni Papergraf, Piazzola sul Brenta (PD) 2019.
13. ↑  Bratti, p. 51.
14. ↑  Ivi, p. 50
15. ↑  Ivi, p. 88
16. ↑  Zorzi, p. 501.
17. ↑  Pedani, pp. 15-16.
18. ↑  Caimmi, pp. 87-91.
19. ↑  Bratti, p. 93.
20. ↑  Ivi, p. 93, 117
21. ↑  Zorzi, p. 515.
22. ↑  Bratti, pp. 117-118.
23. ↑  Cau, Paolo. Gli ultimi 15 anni della Marina Veneta nei documenti dell'Archivio di Stato di Cagliari, in Le armi di San Marco. Atti del convegno di Venezia e Verona, 29-30 settembre 2011: La potenza militare veneziana dalla Serenissima al Risorgimento, Quaderno SISM 2011, Società Italiana di Storia Militare, 2011.
24. 1 2 3 4 5 6 7  Ivi
25. ↑  Ercole, Guido. Vascelli e fregate della Serenissima: navi di linea della marina veneziana 1652-1797, Gruppo Modellistico Trentino di studio e ricerca storica, Trento 2011.
26. ↑  Dandolo, op. cit., p. 96.
27. ↑  Ivi.
28. ↑  Corner, 1803.
29. ↑  Borgogni, Daniele. I «favolosi denti del drago»: censura e autocensura nelle edizioni italiane di Paradise Lost, in Between, Vol. V, No. 9, maggio 2015.
30. ↑  https://numismatica-italiana.lamoneta.it/moneta/W-MX495F/85. URL consultato il 14/08/2022.
31. ↑  Dandolo, op. cit., p. 97.